# Walter von Reichenau

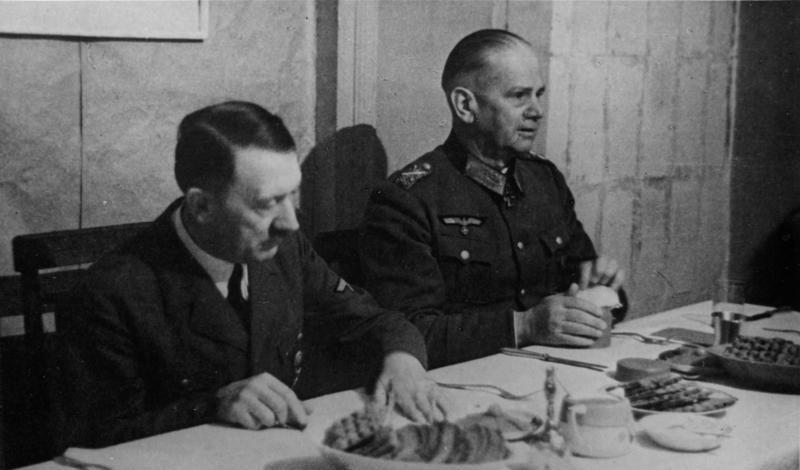
Adolf Hitler i Reichenau w 1941

Walter Karl Ernst August von Reichenau (ur. 8 października 1884 w Karlsruhe, zm. 17 stycznia 1942 w samolocie nad Lwowem) – niemiecki wojskowy,  feldmarszałek III Rzeszy od 19 lipca 1940, politycznie sympatyzujący z NSDAP, zbrodniarz nazistowski.

## Okres do II wojny światowej
Był synem pruskiego wojskowego, Generalleutnanta Ernesta Augusta von Reichenaua (ur. 1841, zm. 1919). Walter od 1903 służył w armii cesarskiej, w której został oficerem pruskiej artylerii. W 1904 został mianowany podporucznikiem. Karierę wojskową rozpoczął w 1 Pułku Artylerii. W 1911 skierowano go do Akademii Wojskowej. Po jej ukończeniu w 1913 został promowany do stopnia porucznika. Na początku I wojny światowej mianowany adiutantem w 1. Regimencie Artyleryjskim. W 1914 został kapitanem. W tym samym roku skierowany do Sztabu Generalnego (Ib) 47 Rezerwowej Dywizji Piechoty, a następnie do sekcji Ia w 7 Szkolnej Dywizji Kawalerii.
W okresie Republiki Weimarskiej stał na czele kancelarii Reichswehry jako oficer Sztabu Generalnego oddziałów granicznych na Pomorzu i Śląsku. Von Reichenau uważał początkowo narodowych socjalistów za niezbędne narzędzie walki przeciwko komunistom i zamierzał wykorzystać ich rewolucyjny zapał dla celów własnej kariery i interesów armii.
W latach 1920–1925 pozostawał w służbie liniowej, a w latach 1926–1928 był oficerem w sztabie Gruppenkommando I. W 1924 został promowany do stopnia majora, w 1929 do stopnia podpułkownika. W 1929 mianowany szefem inspekcji oddziałów łączności. W 1931 przeniesiony do 1 Dywizji Piechoty w Królewcu, gdzie 1 lutego 1932 mianowany pułkownikiem i szefem sztabu tej dywizji.
W 1932 otrzymał funkcję szefa sztabu Okręgu Wojskowego w Królewcu. Od tego też roku deklarował się jako nazista – wówczas został osobiście przedstawiony Hitlerowi przez swojego wuja, zagorzałego nazistę Friedricha von Reichenaua. 1 lutego 1933 wraz z Wernerem von Blombergiem przeszedł do Ministerstwa Reichswehry. Po roku 1933 był czołową postacią w kręgach politycznych armii. W latach 1933–1935 był Szefem Zarządu Reichswehry i Wehrmachtu (w tym też okresie był osobistym doradcą Ministra Wojny Wernera von Blomberga). W czerwcu 1934 zademonstrował swe bezwarunkowe poparcie dla Adolfa Hitlera, kiedy wraz z von Blombergiem nakłonił swych kolegów oficerów do złożenia przysięgi na wierność Führerowi Trzeciej Rzeszy i Naczelnemu Dowódcy Wehrmachtu – po tej deklaracji droga do kariery była otwarta. 1 lutego 1933 został mianowany Szefem w Ministerstwie Wojny, zaś w rok później otrzymał dystynkcję Generalmajora – najniższy stopień generalski Wehrmachtu (polski odpowiednik generała brygady). Brał udział w spisku przeciwko SA.
W 1934 stan armii niemieckiej określił na 25 dywizji, w tym 21 dywizji piechoty, 1 dywizję zmotoryzowaną i 3 dywizje kawalerii. Następnie był dowódcą VII Okręgu Wojskowego. 10 stycznia 1935 został awansowany do stopnia generała porucznika (Generalleutnant) i mianowany dowódcą 7. Korpusu Armijnego w Monachium. Rok później promowany na generała artylerii. Zaaprobował szkolenie SS jako formacji militarnej, mimo że wcześniej uchodził za „kanapowego” generała, który nie miał doświadczenia na polu walki. Już w tym roku przejawiały się u niego objawy fanatyzmu, o czym niewątpliwie może świadczyć wypowiedź:
„...Jesteśmy narodowymi socjalistami i nawet bez legitymacji partyjnych najlepszymi, najpoważniejszymi, najwierniejszymi. Wehrmacht jest jedyną, ostatnią, największą nadzieją Führera...”
W 1936 w stopniu generała artylerii von Reichenau został mianowany dowódcą VI Okręgu Wojskowego z siedzibą w Monachium. W 1938 objął dowództwo IV grupy armijnej w Lipsku. W tym też roku walnie przyczynił się do zajęcia czeskich Sudetów.

## Lata 1939–1941
Walter von Reichenau uczestniczył w niemieckiej agresji na Polskę we wrześniu 1939 roku jako dowódca 10. Armii. Jego zadanie polegało na jak najszybszym przełamaniu sił Armii „Łódź” i „Kraków” i dotarciu do Warszawy. Wraz z jego 10. Armią współdziałały oddziały Einsatzgruppe II (dowódca Obersturmbannführer Emanuel Schäfer) m.in. dokonujące zbrodni na ludności cywilnej. 1 października 1939 von Reichenau został awansowany do stopnia generała armii – Generaloberst.
Podczas agresji na Francję był dowódcą 6 Armii i prowadził ofensywę przeciwko Belgii i Holandii. 11 maja 1940 wojska niemieckie opanowały Maastricht, gdzie szybko odbudowano przeprawę przez Mozę. Akcja przeciwko Holandii rozpoczęła się tego samego dnia. W terminie od 12 do 14 maja siły belgijskie wycofały się z Kanału Alberta na linię Antwerpia – Leuven. 15 maja francuska 9 Armia gen. Corapa opuściła pozycję obronną wzdłuż Mozy. Dzięki temu oddziały von Reichenau 17 maja 1940 wkroczyły do Brukseli. Belgia, Holandia i Luksemburg były wówczas państwami neutralnymi – Reichenau prowadząc jakiekolwiek działania na tym terenie łamał 8. punkt wytycznych do prowadzenia wojny:
„...Obszaru neutralnego nie wolno wciągać do działań wojennych, czy przez jego przekroczenie, przelatywanie, czy też przez ostrzeliwanie...”
We wtorek 28 maja 1940 przybył wraz z szefem sztabu 10 Armii gen. Paulusem do Brugii (gdzie znajdował się pałac rządowy króla Belgii Leopolda III). Na pytanie: „Co stanie się z armią” i odpowiedzią udzieloną mu przez von Reichenaua, król odpowiedział: „...W takiej sytuacji proszę, by generał von Reichenau uznał mnie za swego pierwszego jeńca...”.
19 lipca 1940 von Reichenau został mianowany generałem marszałkiem polnym III Rzeszy (Generalfeldmarschall).

## Front wschodni
Chociaż prywatnie von Reichenau był pesymistą i nigdy nie wierzył w zwycięstwo z mocarstwami zachodnimi, publicznie jednak popierał plany Hitlera. 10 października 1941 jako dowódca 6 Armii wydał rozkaz O zachowaniu się wojsk na wschodzie. Twierdził w nim, iż żołnierz niemiecki powinien wyeliminować w sobie uczucie litości.
Od 1 grudnia 1941 Reichenau dowodził Grupą Armii „Południe” na froncie wschodnim (był następcą von Rundstedta). Swoją bezwzględność wobec Żydów okazał podczas masakry dokonanej we wrześniu 1941 w Kijowie. W 1942 był dowódcą 6. Armii (poprzednik Paulusa). Podczas oblężenia Rostowa nad Donem przeciwstawił się rozkazowi Hitlera i przerwał atak nad Donem, nakazując odwrót swoich oddziałów na linię rzeki Mius.
Był pomysłodawcą wcielania w szeregi niemieckiej armii Białorusinów i Ukraińców.
15 stycznia 1942 doznał pod Połtawą udaru mózgu. Zmarł 17 stycznia 1942 podczas transportu samolotem do Lipska, prawdopodobnie nad Lwowem.

## Zbrodnie wojenne
Walter von Reichenau ponosi współodpowiedzialność za zbrodnie wojenne na obszarze działań podległych mu wojsk na terytoriach Polski i ZSRR – jest m.in. odpowiedzialny za działalność specjalnych jednostek SS Einsatzgruppen, które zajmowały się masowym mordowaniem Żydów na okupowanych przez III Rzeszę terytoriach gdzie działały podległe mu jednostki oraz likwidacją Rosjan, którzy podróżowali bez przepustek lub znajdujących się poza miejscem stałego przebywania – w październiku 1941 wydał specjalne instrukcje tzw. „Rozkaz Reichenaua” dla Wehrmachtu, zezwalające na takie zbrodnicze praktyki wobec rosyjskich cywilów. Osobiście zatwierdził również decyzję o rozstrzelaniu 90 żydowskich sierot uwięzionych przez funkcjonariuszy Einsatzgruppen w Białej Cerkwi.

## Odznaczenia
- Krzyż Rycerski – 30.09.1939
- Krzyż Kawalerski Pruskiego orderu domu von Hohenzollern z mieczami
- 1939 Krzyż Żelazny I klasy wrzesień 1939 r.
- 1939 Krzyż Żelazny II klasy wrzesień 1939 r.
- 1914 Krzyż Żelazny I klasy
- 1914 Krzyż Żelazny II klasy
- Medal „Za ratowanie” (Prusy)
- Order Korony IV klasy (Prusy)
- Krzyż Kawalerski I Klasy Orderu Fryderyka z mieczami (Wirtembergia)
- Krzyż Hanzeatycki (Hamburg)
- Krzyż Zasługi Wojskowej III klasy z mieczami (Austro-Węgry)
- Odznaka Honorowa Olimpijska
- Krzyż Honorowy za Wojnę 1914/1918 (dla Frontowców)
- Odznaka za Długoletnią Służbę w Wehrmachcie I klasy
- Medal Pamiątkowy 1 października 1938 z okuciem Zamek Praga
- Medal za Kampanię Zimową na Wschodzie 1941/1942